# سواتانتریا ویر سورکار
سواتانتریا ویر سورکار (به انگلیسی: Swatantrya Veer Savarkar) و یا سواتانتریا ویر سوارکار، یک فیلم هندی به زبان هندی است که در سال ۲۰۲۴ اکران شد و موضوع فیلم در مورد زندگی وینایاک دامودار سوارکار است. کارگردانی فیلم را راندیپ هودا بر عهده داشت و خود او نقش شخصیت اصلی را بازی کرد که نام فیلم بر اساس آن انتخاب شده است، همچنین او یکی از نویسندگان و تهیه‌کننده‌های فیلم بود. این فیلم در روز ۲۲ مارس ۲۰۲۴ در سینماها اکران شد.
این فیلم کلیات زندگی‌نامه‌ای با جزئیات زیاد از دوران کودکی، شامل رویدادهای اصلی زندگی او را ارائه می‌کند که اغلب با ته‌مایه ستایش‌وار نسبت به شخصیت اصلی آن همراه است. این فیلم به دلیل تحریف تاریخ و ارائه نمایشی هدفدار و جانبدارانه مورد انتقاد قرار گرفته است، اما به خاطر نحوه ایفای نقش بازیگرانش مورد تحسین قرار گرفت.